# 新埃斯佩蘭薩 (潘多省)
新埃斯佩蘭薩（西班牙語：Nueva Esperanza），是玻利維亞北部潘多省费德里科·罗曼将军县的市鎮，并为该县的县府所在地。處於瑪代拉河西岸，海拔高度112米，每年平均降雨量1,300毫米。市镇面积为3,664平方公里，2012年人口数量为2,068人。
9°54′33″S 65°23′03″W / 9.90917°S 65.3842°W